# Ado Onaiwu
Ado Onaiwu (オナイウ 阿道 Onaiu Ado?, Kamikawa, Saitama, 8 de noviembre de 1995) es un futbolista japonés que juega como delantero en el A. J. Auxerre de la Ligue 1.

## Trayectoria

### Clubes
| Club                            | País    | Año       |
| ------------------------------- | ------- | --------- |
| JEF United Chiba                | Japón   | 2014-2016 |
| J. League sub-22 (cedido)       | Japón   | 2014      |
| Urawa Reds                      | Japón   | 2017-2019 |
| Renofa Yamaguchi F. C. (cedido) | Japón   | 2018      |
| Oita Trinita (cedido)           | Japón   | 2019      |
| Yokohama F. Marinos             | Japón   | 2020-2021 |
| Toulouse F. C.                  | Francia | 2021-2023 |
| A. J. Auxerre                   | Francia | 2023-     |

## Palmarés

### Títulos nacionales
| Título          | Club           | País    | Año  |
| --------------- | -------------- | ------- | ---- |
| Copa de Francia | Toulouse F. C. | Francia | 2023 |

### Títulos internacionales
| Título                      | Club       | País  | Año  |
| --------------------------- | ---------- | ----- | ---- |
| Copa Suruga Bank            | Urawa Reds | Japón | 2017 |
| Liga de Campeones de la AFC | Urawa Reds | Japón | 2017 |

## Vida personal
Onaiwu es hijo de un padre nigeriano y una madre japonesa. Su hermano George también es futbolista.